# Мацько Любов Іванівна
Мацько Любов Іванівна, нар.9 лютого 1939, ст. Переяславська Переяслав-Хмельницького району Київської області, українська науковиця, мовознавиця, педагогиня. Докторка філологічних наук з 1986 р., професорка з 1987 року, дійсна членкиня НАПН України з 1999 року.

## Біографія
Любов Іванівна Мацько народилася в селі Переяславське Переяслав-Хмельницького району Київської області.
Освіта: 1953—1957 рр. — навчання в Переяслав-Хмельницькому педагогічному училищі; 1957—1962 рр. — навчання у Київському державному педагогічному інституті імені О. М. Горького (тепер — Національний педагогічний університет імені М. П. Драгоманова).
Трудова діяльність: 1961 р. — початок трудової діяльності вчителькою української мови у школі-інтернаті села Іванівка Великописарського району Сумської області; 1962—1964 рр. — працювала у відділі теорії та історії української мови Інституту мовознавства імені О. О. Потебні НАН України. 1972—1974 рр. працює у Київському державному педагогічному інституті імені О. М. Горького спочатку викладачкою на кафедрі української мови, потім завідувачкою підготовчого відділення для сільської та робітничої молоді; 1974—1980 рр. — декан факультету підвищення кваліфікації вчителів Польської народної республіки; 1970—1981 рр. — ученим секретарем Ради інституту. З 1988 р. — завідувачка кафедри стилістики української мови Національного педагогічного університету імені М. П. Драгоманова.
Наукова діяльність: 1964—1967 рр. — навчання в аспірантурі Київського державного педагогічного інституту імені О. М. Горького; 1968 р. — захист кандидатської дисертації. У 1986 р. захищено докторську дисертацію з українського мовознавства; у 1987 р. надано вчене звання професор. У 1999 р. обрана академкою (дійсною членкинею) НАПН України.

## Наукова діяльність
Л. І. Мацько — висококваліфікована фахівчиня у галузі української теоретичної лінгвістики, стилістики, риторики, соціолінгвістики, лінгводидактики середньої загальноосвітньої та вищої школи.
Створила авторську наукову школу, серед напрямів досліджень якої багато інноваційних розроблень у галузі новітніх напрямів лінгвістики, лінгводидактики та методики навчання української мови. Була науковою керівницею 13 докторів філологічних і педагогічних наук та 40 кандидатів філологічних і педагогічних наук, що нині працюють у вищих навчальних закладах та наукових установах України.
Авторка понад 450 публікацій з українського мовознавства, історії української літературної мови, культури мови, риторики, методики навчання української мови у школах і вищих навчальних закладах. Особливу увагу дослідниця звертає на вивчення української мови як державної у школах нового типу. Її посібниками, підручниками, словниками з української мови користуються тисячі школярів і студентів України. Любов Мацько зробила значний внесок у розроблення проєкту Державного стандарту з української мови для середньої школи, оновлення змісту мовної освіти та мовного виховання, пропаганду й популяризацію української мови як державної.
Є членкинею науково-методичної комісії Міністерства освіти та науки України, багаторічною науковою членкинею редколегій мовознавчих видань «Дивослово», «Рідні джерела», членкинею спеціалізованих рад із захисту дисертацій і 6 редколегій педагогічних і філологічних видань.
Основні праці:
1. Мацько Л. І. Стилістика української мови: Підруч. для студ. вищ. закл. освіти / Л. І. Мацько, О. М. Сидоренко, О. М. Мацько. — К. : Вища шк., 2003. — 462 с
2. Мацько Л. І. Риторика: Підруч. для студ. вищ. закл. освіти / Л. І. Мацько, О. М. Мацько. — К. : Вища шк., 2003. — 312 с.
3. Мацько Л. І. Культура української фахової мови: Навч. посіб. / Л. І. Мацько, Л. В. Кравець. — К. : ВЦ «Академія», 2007. — 360 с.
4. Мацько Л. І. Українська мова в освітньому просторі: Навчальний посібник для студентів-філологів освітньо-кваліфікаційного рівня «магістр» / Л. І. Мацько. — К.: Вид-во НПУ ім. М. П. Драгоманова, 2009. — 607 с.
5. Мацько Л. І. Українська мова: 9 кл.: зб. текстів для диктантів: держ. підсумк. атестація / Л. І. Мацько, О. М. Мацько, О. М. Сидоренко. — К.: Генеза, 2010. — 64 с.
6. Мова наша — українська: Навчально-методичний посібник для вчителя / Л. І. Мацько, О. М. Семеног, Н. Б. Голуб. та ін. / За ред. Л. І. Мацько. — К. : Богданова А. М., 2011—512 с.
7. Мацько Л. І. Українська мова. навчальний посібник. Тести. / Л. І. Мацько, О. М. Мацько, О. М. Сидоренко. — Донецьк: Глорія, 2011—463 с.
8. Українська мова. Збірник диктантів для державної підсумкової атестації з української мови : 9 кл. / уклад. Л. І. Мацько [та ін.]. — К. : Центр навч.-метод. л-ри, 2011. — 64 с.
9. Мацько Л. І. Українська наукова мова (теорія і практика): Навчальний посібник / Л. І. Мацько, Г. О. Денискіна. — Тернопіль: Підручники і посібники, 2011. — 272 с.
10. Мацько Л. І. Соціальні комунікації: Навчально-методичний посібник / Л. І. Мацько, С. І. Поворознюк. — К. : Вид-во НПУ імені М. П. Драгоманова, 2011. — 76 с.
11. Мацько Л. І. Українська мова. Сучасний довідник. / Л. І. Мацько та ін. — Харків: «Клуб сімейного дозвілля», 2012 р. — 654 с.
12. Мережевий мультимедійний навчально-методичний комплекс «Українська мова для іноземців». [Електронний ресурс] — Режим доступу: http://www.iornal.iita.gov.ua/%5Bнедоступне+посилання+з+липня+2019%5D –
13. Мацько Л. І., Кудін А. П., Кудіна Т. М., НПУ ім. М. П. Драгоманова (Комплекс одержав Золоту медаль на виставці). — 2012 р.
14. Мацько Л. І. Збірник диктантів для державної підсумкової атестації з української мови : 9-й кл. / Л. І. Мацько та ін. — К. : Центр навч.-метод. л-ри, 2013. — 64 с.
15. Методика викладання української мови як іноземної: Програма нормативної навчальної дисципліни підготовки магістр / Л. І. Мацько. — К. : Вид-во НПУ ім. М. П. Драгоманова, 2013. — 25 с.

## Нагороди
Л. І. Мацько — відмінниця освіти України та заслужена працівниця народної освіти України. Має дві відзнаки Польської Народної Республіки: Медаль Едукації Народової (1975 р.) і Золотий Знак Товариства Польсько-радянської дружби (1976 р.), нагороджена орденом Княгині Ольги III ступеня (2004 р.), Орденом Кирила і Мефодія (2005 р.), має державні нагороди України — Заслужений працівник народної освіти (2000 р.), почесна грамота Кабінету Міністрів України № 10114 від 18 травня 2005 р., почесна грамота Верховної Ради України від 11 січня 2010 року за особливі заслуги перед Українським народом, почесна грамота Національної академії наук України (2009 р.). Л. І. Мацько є почесною громадянкою м. Переяслав-Хмельницький.